# こうのゆきよ
こうの ゆきよは、日本の漫画家。女性。福岡県出身、神奈川県厚木市在住。血液型はB型。夫は漫画家の品川KID。

## 経歴・特徴
巫女ものが得意である。話の設定と最後のみを決めて、物語を作成することが多い。ダイエーホークスのファンであり、試合を見るためにスカパー!に加入している。

## 作品リスト

### 単行本
1. 『きうい♡KISS』 1998年6月25日発行[6]（1998年6月発売）、茜新社〈アカネコミックス〉、ISBN 978-4-87182-305-0
収録作品：「KIWI KISS」VOL.1 - VOL.4・「LUNA MARIA」1 - 3・「レッスンA・V・C」・「放課後のBABY FACE」・「SECRET TIMES」
2. 『星に見る夢』 1998年9月14日発行、宙出版〈Heart comics〉、ISBN 978-4-87287-939-1
3. 『天使の果実』 1999年11月21日発行、コスミックインターナショナル〈Kyun Comics〉、ISBN 978-4-77470-117-2
三姉妹と幼馴染みの少年が巻き起こすラブコメ。
4. 『3丁目神社奇譚』 2000年6月25日発行[7]（2000年6月1日発売）、茜新社〈アカネコミックス〉、ISBN 978-4-87182-401-9
5. 『シュガーゲーム』 2001年1月19日発行、エンジェル出版〈エンジェルコミックス〉、ISBN 978-4-87306-123-8
メンズアクション2000年8月号 - 2001年4月号に連載。姉妹と父子をめぐる四角関係の物語。
  - 『シュガーゲーム』 2002年11月発売、双葉社〈アクションコミックス〉、ISBN 978-4-57582-770-5
6. 『女の子で遊ぼう!』 2002年6月22日発行[8]、茜新社〈TENMA COMICS〉、ISBN 978-4-87182-513-9
収録作品：「会長で遊ぼ～!!」・「DO IT!!」・「微妙な気持ち」・「牝の家」・「PRINCESS OF CHAOS」・「雪山へおいでよ」・「いじわるなご主人様」・「幸せなペイン」・「桜の振る窓」
7. 『25時の天使』 2002年7月27日発行（同日発売[9]）、双葉社〈アクションコミックス〉、ISBN 978-4-57582-715-6
メンズアクション2001年7月号 - 2002年5月号、AV業界を題材とした物語。
8. 『ないしょのリリシズム』 2002年9月1日発売、オークラ出版〈OAK成年COMIX〉、ISBN 978-4-87278-895-2
9. 『霜月神社異聞』 2003年9月1日発行、コスミックインターナショナル〈Kyun Comics〉、ISBN 978-4-77470-519-4
収録作品：「霜月神社異聞」Vol.1 - Vol.3・「モニター越しのきみ1・2」・「サクライロ」・「となりのあくま」・「ちょっとだけ。」・「昼下がりは君と。」・「葉月神社の住人」
10. 『七色の蕾』 2003年10月11日発売[10]、双葉社〈アクションコミックス〉、ISBN 978-4-57582-890-0
メンズアクション増刊キャラクターズに2002年連載。官能小説家月野宮亨を主人公とする連作。
11. 『きゃらめるりっぷ』 2004年2月20日発行[11]（同日発売）、茜新社〈TENMA COMICS〉、ISBN 978-4-87182-640-2
12. 『ふるーつ♥ぱんち!』 2004年4月24日発行[12]（同日発売）、茜新社〈TENMA COMICS〉、ISBN 978-4-87182-655-6
13. 『巫女へぶん』 2004年7月14日発行（2004年7月24日発売）、幻冬舎〈Birz Comics GIGA〉、ISBN 978-4-34480-420-3
収録作品：「みこおくさま（1）・（2）」・「3丁目神社奇譚（1）・（2）」・「べる屋営業中!（1）・（2）・（3）」・「年上の彼女」・「神様は大忙し」・「DO IT!!」・「葉月神社の住人」
14. 『いつもより甘い夜』 2005年6月27日発売[13]、竹書房〈バンブーコミックス DOKI SELECT〉、ISBN 978-4-81246-201-0
収録作品：「恋するアイドル」・「天使のひよこ」・「君とだけ描く未来」・「明日キミといるために」・「恋の仕組み」・「誰よりも君を」・「あなたが好きです」・「ナイショのサービス提供中♥」・「恋することを忘れても」・「いつもより甘い夜」
15. 『家庭内恋愛』 2005年11月24日発売、幻冬舎〈Birz Comics GIGA〉、ISBN 978-4-34480-672-6
16. 『ちゅぱっ!』 2010年11月5日発売[14]、海王社〈サイベリアコミックス〉、ISBN 978-4-7964-0102-9
17. 『ちま巫女いじり』[15] 2016年5月16日発行（2016年5月18日発売[16]）、イースト・プレス〈シグナルコミックス〉、ISBN 978-4-78161-429-8
収録作品：「ちまみこにっき」・「秋祭り・抱擁」・「霜月神社異聞1 - 3」・「狐花伝」・「となりのあくま」・「キモチイイコト」・「家庭内ヒロイン」・「モニター越しのきみ1・2」

### コンピュータゲーム
- 『海の女神 空の女神』 （原画）